# Rozhovor (film, 1974)
Rozhovor (v anglickém originále The Conversation) je americký neo-noir mysteriózní filmový thriller z roku 1974, který napsal, produkoval a režíroval Francis Ford Coppola. Gene Hackman v něm hraje odborníka na sledování, který čelí morálnímu dilematu, když jeho nahrávky odhalí potenciální vraždu. Dále hrají John Cazale, Allen Garfield, Cindy Williams, Frederic Forrest, Harrison Ford, Teri Garr a Robert Duvall.
Rozpočet snímku činil 1,6 milionu dolarů. Film Rozhovor měl premiéru na filmovém festivalu v Cannes v roce 1974, kde získal Grand Prix du Festival International du Film, nejvyšší festivalovou cenu, a do kin byl uveden 7. dubna 1974 společností Paramount Pictures a sklidil velký ohlas kritiky. Při původním uvedení utržil 4,4 milionu dolarů a po několika reprízách se jeho celkové tržby zvýšily na 4,8 milionu dolarů. Film získal tři nominace na 47. ročník Oscarů: Nejlepší film, Nejlepší původní scénář a Nejlepší zvuk.

## Děj
Harry Caul, odborník na sledování v San Francisku, se specializuje na odposlechové služby. On a jeho tým jsou najati klientem, který se představí jako „ředitel“, aby odposlouchávali pár procházející se po Union Square. Navzdory šumu v pozadí Caul pásky filtruje a spojuje, aby vytvořil čistou nahrávku s nejednoznačným významem. Caul si intenzivně střeží své soukromí, obsedantně si hlídá svůj osobní život a pronásleduje ho pocit viny z minulé práce, která měla za následek tři úmrtí.
Přestože Caul trvá na tom, že není zodpovědný za to, jak jeho klienti využívají sledování, trápí ho pocit viny a katolická víra. Když v nahrávce objeví potenciálně nebezpečnou větu: „Kdyby měl možnost, zabil by nás,“ stává se Caul stále paranoidnějším. Jeho pokus o doručení nahrávky je zmařen a on se domnívá, že je sledován a podveden.
Po večírku ve své dílně stráví Caul noc se ženou Meredith a kazety jsou ukradeny. Zavolá mu Martin Stett, asistent "ředitele", a oznámí mu, že kazety mají a že "ředitel" už nemůže déle čekat. Caul tak musí ještě téhož dne na schůzku s nimi dodat i pořízené snímky a vyzvednout si peníze. Na této schůzce se Caul dozví, že žena na nahrávce je "ředitelova" manželka, zapletená do milostného poměru. Caul, který má podezření na vraždu, si zamluví hotelový pokoj vedle pokoje zmíněného na nahrávce a vyslechne vášnivou hádku. Caul je přesvědčen, že zaslechl vraždu a vnikne do pokoje; zpočátku nenajde žádné důkazy, dokud nespláchne záchod a nezjistí, že je ucpaný a přetéká krví.
Při pokusu o konfrontaci s "ředitelem" Caul zjistí, že jeho žena je naživu a nezraněná, stejně jako její milenec. Novinový titulek odhalí údajnou smrt manažera při autonehodě, což Caula přivede k poznání, že milenci ve skutečnosti "ředitele" zavraždili. V nahrávce mu unikl důraz na slovo „nás“, což znamená nejen strach milenců, že je "ředitel" zabije, pokud odhalí jejich poměr, ale také jejich vlastní plán zavraždit ho jako první.
Stett zavolá Caulovi do jeho bytu, varuje ho, aby nic nevyšetřoval, a na důkaz, že ho poslouchají, pustí nahrávku Caulova saxofonu. Caul horečně hledá štěnice ve svém bytě a téměř vše v něm zničí. Nakonec Caul sedí sám uprostřed trosek a hraje na saxofon.